# Fritz Muri
Fritz Muri (* 1955 in Luzern) ist ein Schweizer Journalist, Drehbuchautor und  Regisseur.

## Leben
Fritz Muri arbeitete als Redaktor für verschiedene Pressemedien, bevor er sich 1982 zum Fernsehjournalisten weiterbildete. In seinen Dokumentarfilmen thematisiert er historische und aktuelle Ereignisse oder Prominente aus der Schweiz. Seit 2009 dreht er auch fiktionale Filme und schreibt Drehbücher für Dramen und Komödien.

## Filmographie

### Dokumentarfilme
- 1995 Andy Hug: Vom Rocky zum Samurai (52 min) (Online, 2020, 39 min)
- 1998 Tod am Nil: Das Massaker von Luxor (40 min)
- 1999 SR 111: Protokoll einer Katastrophe (49 min)
- 2001 Mythos Swissair (52 min)
- 2004 Schweizer Kampfjets (45 min)
- 2005 Der Alleingang: Die Schweiz als Insel (50 min)
- 2005 Marc Forster – Von Davos nach Hollywood (52 min)
- 2008 Marc Forster – Der Weg zu 007 (52 min)
- 2009 Eine letzte Zigarette – Aufstieg und Fall des blauen Dunstes (52 min)
- 2009 Licence to film (52 min)
- 2010 WEF: Mit den Mächtigen im Schnee – 40 Jahre Weltgeschichte (25 min)
- 2011 Das Massaker von Luxor (37 min; Online-Video)
- 2011 Im Fadenkreuz des Terrors (37 min; Online-Video)

### Kurzfilme
- 2009 Pulp Kitchen
- 2013 Eye Opener